# Expedice 44
Expedice 44 byla čtyřiačtyřicátou expedicí na Mezinárodní vesmírnou stanici (ISS). Expedice proběhla v období od června do září 2015. Byla šestičlenná, tři členové posádky přešli z Expedice 43, zbývající trojice na ISS přiletěla v Sojuzu TMA-17M.
Sojuz TMA-16M a Sojuz TMA-17M expedici sloužily jako záchranné lodě.

## Posádka
| Pozice          | 1. část (červen – červenec 2015)         | 2. část (červenec – září 2015)           |
| --------------- | ---------------------------------------- | ---------------------------------------- |
| Velitel         | Gennadij Padalka, (5), Roskosmos (CPK)   | Gennadij Padalka, (5), Roskosmos (CPK)   |
| Palubní inženýr | Michail Kornijenko, (2), Roskosmos (CPK) | Michail Kornijenko, (2), Roskosmos (CPK) |
| Palubní inženýr | Scott Kelly (4), NASA                    | Scott Kelly (4), NASA                    |
| Palubní inženýr |                                          | Oleg Kononěnko, (3), Roskosmos (CPK)     |
| Palubní inženýr |                                          | Kimija Jui (1), JAXA                     |
| Palubní inženýr |                                          | Kjell Lindgren, (1) NASA                 |

V závorkách je uveden dosavadní počet letů do vesmíru včetně této mise.
Zdroj pro tabulku: NASA, AstroNote.
Záložní posádka:
- Alexej Ovčinin, Roskosmos (CPK)
- Sergej Volkov, Roskosmos (CPK)
- Jeffrey Williams, NASA
- Jurij Malenčenko, Roskosmos (CPK)
- Timothy Kopra, NASA
- Timothy Peake, ESA

## Z průběhu
V závětu trvání Expedice 44 poprvé od roku 2009 stálá posádka Mezinárodní vesmírné stanice přijala krátkodobou návštěvu, a sice dánského astronauta ESA Andrease Mogensena a Kazacha Ajdyna Aimbetova v 18. návštěvní expedici.